# 田法服
田法服（法語：Paul-Albert Faveau，1859年4月6日—1949年3月23日），是天主教法國籍主教及遣使會會士。曾任杭州宗座代牧區宗座代牧 (1910年-1937年)。

## 生平
1859年4月6日，田法服出生在法國北部-加來海峽大區諾爾省的市鎮克羅什特。1883年9月25日他24歲時加入遣使會。1887年8月15日，田法服在28歲時晉鐸，並被派遣到中國傳教。
1910年5月10日，田法服於51歲時，獲時任教宗庇護十世任命為浙江西境宗座代牧區宗座代牧，領銜塔馬蘇斯教區主教。同年10月2日，主教祝聖禮儀由浙江東境宗座代牧趙保祿主禮，直隸東境宗座代牧武致中和江西北境宗座代牧郎守信襄禮。
1924年12月3日，浙江西境宗座代牧區改稱杭州宗座代牧區。1937年2月18日榮休，由梅占魁接替出任杭州宗座代牧宗座代牧。
1949年3月23日，田法服主教在法國家鄉克羅什特去世，享年89歲。